# Родовище вуглеводнів

Схеми покладів нафтових родовищ

Родовище вуглеводнів (рос. месторождение углеводородов; англ. hydrocarbon deposit; нім. Kohlenwasserstofflagerstätte f) –
- 1) Один або декілька покладів вуглеводнів, приурочених територіально до однієї площі, що пов'язана або зі сприятливою тектонічною структурою, або з пастками іншого типу.

- 2) Асоціація покладів вуглеводнів, що приурочені до одної або декількох пасток, які розміщені на одній локальній площі. Родовище контролюється єдиним структурним елементом і містить в надрах однієї і тієї ж площі сукупність покладів, які перекривають один одного в розрізі.

## Класифікація родовищ природних вуглеводнів
Див. докладніше Класифікація родовищ природних вуглеводнів
У залежності від характеру флюїдів, які знаходяться в продуктивному пласті, і pVT-стану цих флюїдів на:
- нафтові,
- нафтогазоконденсатні,
- газоконденсатні — сухий газ + конденсат (бензинова, гасова, лігроїнова й, іноді, масляна фракції) (метан — 75 — 90 %, етан — 5 – 9 %, рідкий газ — 2 – 5 %, газовий бензин — 2 – 6 %, не вуглеводні — 1 – 6 %, відносна густина ∆ ≈ 0,7 — 0,9).
- газові — відсутні важкі вуглеводні (метан — 95 — 98 %, відносна густина ∆ ≈ 0,56; при зниженні температури виділення рідких вуглеводнів не відбувається);
- газогідратні.
- газонафтові — сухий газ + рідкий газ (пропан-бутанова суміш) + газовий бензин С5+ (метан — 35 — 40 %, етан — 20 %, рідкий газ — 26 — 30 %, газовий бензин — 5 %, не вуглеводні — 8 – 13 %, відносна густина ∆ ≈ 1,1);